# Sellette (meuble)
Pour les articles homonymes, voir Sellette.
 (juillet 2017).
Si vous disposez d'ouvrages ou d'articles de référence ou si vous connaissez des sites web de qualité traitant du thème abordé ici, merci de compléter l'article en donnant les références utiles à sa vérifiabilité et en les liant à la section « Notes et références ».
La sellette est un petit meuble destiné à exposer un objet. Le sens s'étend[réf. nécessaire] à un certain nombre d’objets ou de meubles destinés à exposer un objet à la vue de tous.

## Autre sens
Dès le XIVe siècle, le terme désigne un petit banc sur lequel on faisait asseoir un accusé au moment de l’interrogatoire et de la sentence.

## Types de sellettes

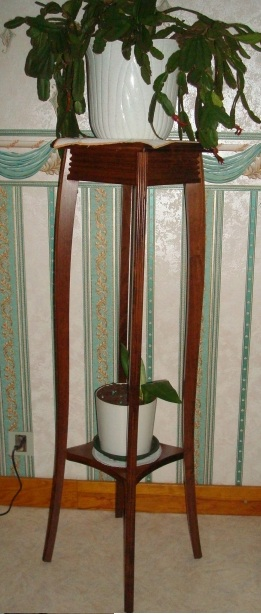
Sellette haute.

La sellette se présente sous différentes formes, de dimensions et de styles :
- petit banc bas à trois ou quatre pieds, surmonté d’une plaque qui peut être simplement de bois ou de marbre ;
- banc haut, aux alentours de 1,20 m, pour présenter un objet à la hauteur de la vue, généralement à quatre pieds et une tablette intermédiaire ;
- petit meuble à tiroir ou coffre.

Autres meubles apparentés :
- petite console à pied unique fixée au mur, peu profonde, pour déposer momentanément des objets ;
- petite console fixée en hauteur, pour soutenir une lampe ou un pot de fleur.

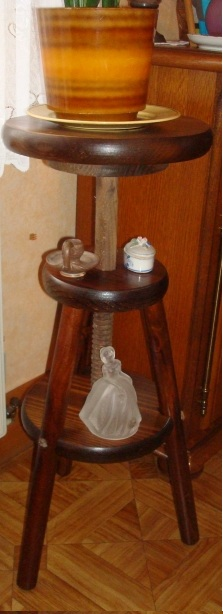
Sellette réglable.
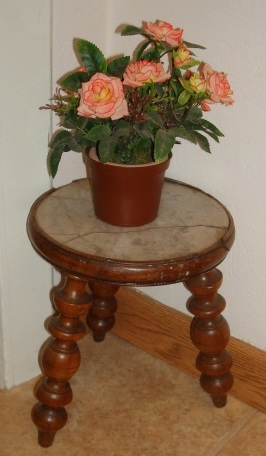
Petite sellette marbre et bois.
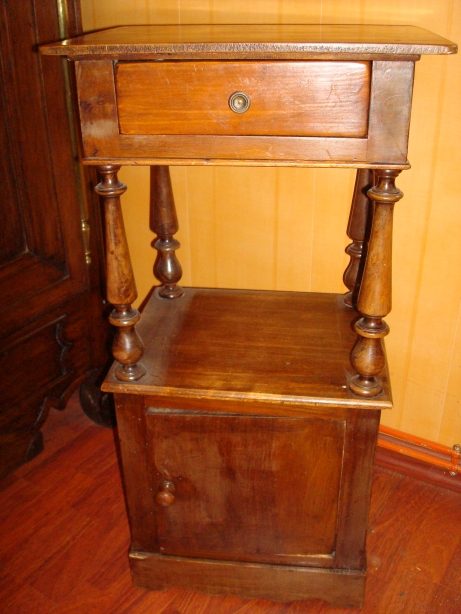
Petit meuble sellette à tiroir et coffre.